# Joseph Van Praet (politicus)
Josephus Vincentius Joannes (Joseph of Jozef) Van Praet (Mol, 15 november 1801 - Geel, 20 april 1862) was een Belgisch notaris en politicus.

## Levensloop
Van Praet groeide op in een renteniersgezin uit Mol, alwaar zijn familie in de periode 1800-1847 drie burgemeesters leverde. Zelf studeerde hij rechten en vestigde zich vervolgens als notaris te Balen. Hij huwde met een Brusselse, met wie hij een dochter kreeg. Omstreeks 1840 veranderde hij van standplaats en vestigde zich te Geel.
Hij werd politiek actief tijdens zijn Balense periode. In 1836 werd hij in het kanton Mol verkozen tot Antwerps provincieraadslid, een functie die hij zou uitoefenen tot aan zijn dood. Kort na zijn verhuis naar Geel werd hij ook daar actief in de politiek. Hij werd er in 1840 gemeenteraadslid en schepen, een mandaat dat hij zou uitoefenen tot zijn aanstelling als burgemeester in 1844. Hij volgde in deze hoedanigheid Charles Le Bon op. Zelf werd hij op 1 januari 1855 opgevolgd als burgemeester door Jan Baptist Boeckmans. Wel bleef hij zetelen als gemeenteraadslid.
Hij kreeg een laatste rustplaats op het Sint-Dimpnakerkhof te Geel. In de Sint-Dimpnakerk zelf bevindt zich een glasraam dat door hem werd geschonken. Het is toegewijd aan zijn tweede vrouw.